# Provincia di Canas
La provincia di Canas è una provincia del Perù, situata nella regione di Cusco.

## Geografia antropica

### Suddivisioni amministrative
È divisa in 8 distretti:
- Checca (Checca)
- Kunturkanki (El Descanso)
- Langui (Langui)
- Layo (Layo)
- Pampamarca (Pampamarca)
- Quehue (Quehue)
- Tupac Amaru (Tungasuca)
- Yanaoca (Yanaoca)